# TV3
A TV3 egy Magyarországon sugárzott kereskedelmi televízióadó volt. A kábelcsatornák közt egészen 2016. november 27-ig a TV3 tartotta a nézettségi rekordot: az 1999. december 15-én itt vetített Reszkessetek, betörők! 2. – Elveszve New Yorkban című film 725 060 nézőt vonzott. Ezt a SuperTV2 Sztárban sztár +1 kicsi című műsora előzte meg 783 183 nézővel.

## Története

### A kezdetek (1994–1997)
A TV3-at működtető Budapesti Kommunikációs Rt.-t 1993-ban alapította Budapest önkormányzata. A csatorna létrejöttét a fővárosi közgyűlés SZDSZ-Fidesz frakciója kezdeményezte. Az első, kísérleti adásra 1993 decemberében került sor, ám az 1994-es választásokat követően a korábbi ellenzék elveszítette érdeklődését a csatorna iránt. A társaság vezetői azonban (Iványi György elnök, Feuer András az Rt. vezérigazgatója és a csatorna (fő)szerkesztői) megvásárolták az Rt. 50%-át, felemelték tőkéjét és előkészítették a rendszeres adást. Az állandó sugárzást 1994. november 5-én, már magántársaságként kezdte meg TV3 Budapest néven, melyet a budapesti AM-Mikro rendszerén lehett venni. 1996. szeptember 10-től az adást műholdon keresztül vették a kábeltársaságok, ezzel a magyarországi háztartások közel 60%-át érte el. Az első országos terjesztésű kereskedelmi csatornának tekinthető, mely hétköznapokon 12-14, hétvégenként 18 órányi változatos műsorával szinte minden kábelszolgáltatónál vehető volt. A budapesti emberek nagy része nézte a csatorna műsorát, 1997-ben 30 százalékos eléréssel is sugároztak néhány filmet.

### Tulajdonosváltás, megújult TV3 (1997–2000)
Az 1996-os médiatörvény alapján az országos földi tv frekvenciákra kiírt pályázaton három társaság indult: a CME Group - Írisz TV, az RTL - RTL Klub, és a Scandinavian Broadcasting Systems (SBS) - TV2. A pályázat két koncesszióról szólt, de a CME mindkét megpályázott frekvenciát elbukta. Az RTL viszont úgy nyert, hogy a pályázatában magasabb összeg szerepelt, mint a CME pályázatában - azaz a tendert nem nekik kellett volna megnyerniük. (Emiatt a CME pert indított, amely egészen 2000-ig elhúzódott.)
1997-ben a botrányokkal kísért és sikertelenül zárult pályázatot követően a CME megvásárolta a TV3 Budapestet működtető társaságot. A csatorna 1997. október 27-én (az RTL Klub hivatalos indulásával egyidőben) új arculatot és műsorstruktúrát vezetett be. A csatorna főszerkesztését Baló György, hírműsorainak szerkesztését Hardy Mihály vette át.
A CME bőséges filmcsomaggal is rendelkezett, amelyet a sikeres pályázat reményében vásárolt. Sok Hollywood-i sikerfilm és sorozat licenszét vásárolták meg, olyanokat is, amiket Magyarországon addig nem mutattak be. Itt debütáltak például az Egy rém rendes család és a Simpson család sorozatok. Ezen filmjogok "kihasználására" a megvásárolt TV3 megfelelő volt, hiszen rengeteg kábeltévé előfizetőt értek el. Ekkor vásárolták meg a Videovox Stúdió Kft-t is.
A TV3 az ORTT-től gyakran kapott több órás felfüggesztést helytelen időpontban sugárzott műsorok miatt. Ezek reklámidőt vettek el, így a csatorna bevétele jelentősen csökkent. Például 1999. október 22-én 06:00-tól 24 órás felfüggesztést kapott a Született gyilkosok című film miatt, amit ez év február 6-án 21:25, és október 11-én 20.00 órai kezdettel sugároztak (vágott változatban.
1999 júniusában közös megegyezés alapján, Baló György vezérigazgatói szerződését nem hosszabbította meg a CME.

### Megszűnése
1999-ben Baló György azt nyilatkozta, hogy egy esetleges együttműködés érdekében tárgyalnak az RTL-el. Miután ez meghiúsult, 1999 szeptemberében a CME átruházta a Budapesti Kommunikációs Rt. tulajdonjogát a TV2-t működtető SBS részére. Bár az SBS bejelentette, hogy a TV3 a TV2 ifjúsági csatornájaként folytatja tovább, ezt az akkori médiatörvény nem tette lehetővé, így a megszűnés mellett döntöttek. A csatorna megszűnésének hírét Hardy Mihály műsorvezető jelentette be a Hír3 nevű hírműsorban 2000. február 21-én.
Önök a Hír3 utolsó adását, a TV3 utolsó programjának utolsó perceit látták. A TV3-ban tulajdonosváltás történt, a cég veszteségeit tovább nem finanszírozzák. Jelenlegi formájában 2,5 éven át működött a TV3, ezalatt az idő alatt megpróbáltunk Önöknek igényes szórakoztató programokat és független, profi hírműsort sugározni. Köszönöm, hogy az elmúlt 2 évben kitartottak a TV3 mellett, hogy megnézték műsorainkat, hogy egyre többen lettek a Hír3, a Nap-kelte, a 72 óra, a Jövőnéző, a Sportváltó, egyszóval saját készítésű műsoraink rendszeres nézői. A Nap-kelte hírek szerint egy másik kereskedelmi csatornán, az ATV-n napokon belül folytatja sugárzását. A TV3 többi műsorának itt, most vége. Még egyszer köszönöm, hogy velünk tartottak. Ma este fél 8 után hiába keresik a TV3-at, a helyén nem lesz semmi. Filmes nyelven szólva: ennyi, vége. Viszontlátásra!
A TV3 adását aznap 19:30-kor, a Hír3 adása után megszüntették. A műsor gyártása a megszűnés napján is aktívan működött, a legtöbb munkatárs még délután sem tudta, hogy egy megszűnt televízió számára készítenek anyagokat. Másnap - a felperes kérésére - a frekvencia-pályázat törvényességére vonatkozó per is véget ért. A technikai berendezések felét az SBS eladta a rivális RTL-nek, és a Videovox Stúdió Kft. is bezárásra került.

### Utóélete
2007-ben, amikor a TV2 és az RTL is a 10. születésnapját ünnepelte, a  TV3-as csapat találkozót szervezett a régi Hűvösvölgyi úti székházban.

## Névhasználati viták

### A Viasat 3 névöröklési kísérlete
2000. október 23-án indult a Viasat új csatornája a Viasat 3, mely számos országban TV3 néven futott. Itt ez nem történhetett meg, mert fennállt a védjegybitorlás veszélye. Többször is kísérletet tettek arra, hogy megszerezzék a jogokat, ám végül próbálkozásaik nem jártak sikerrel.

### FEM3
2010. január 1-jén kezdte meg adását a FEM3, a TV2 női csatornája. A csatornát TV3 néven akarták elindítani, de az indulás előtt (feltehetően a Viasat általi jogi viták miatt) ennek a csatornának is nevet kellett váltania.

## Műsorai

### Saját gyártású műsorok
| Műsor címe                   | Bemutató             | Megjegyzés                                                                                    |
| ---------------------------- | -------------------- | --------------------------------------------------------------------------------------------- |
| 72 óra                       | 1997. november 6.    | A TV3 kulturális ajánlóműsora. Műsorvezető: Till Attila                                       |
| Aloha                        | 1997. január 28.     | Sport                                                                                         |
| A Quelle bemutatja           | 1998. szeptember 7.  | Női dolgok                                                                                    |
| Aszfaltbetyár                | 1996. április 2.     | Megtetszett? Leszólítanád? Elhívnád?                                                          |
| Aviator                      | 1996. június 18.     | Repülős magazin                                                                               |
| Beauty Box                   | 1997. június 5.      | Kozmetika, szépségápolás                                                                      |
| Cinema                       | 1995. június 21.     | A TV3 filmmagazinja                                                                           |
| Cream 21                     | 1997. július 2.      | Könnyűzenei toplista                                                                          |
| Eleven                       | 1999. április 23.    | A TV3 tizenegyes könnyűzenei toplistája                                                       |
| Esti gyors                   | 1998. december 14.   | A TV3 élő háttérműsora Műsorvezető: Baló György                                               |
| Fekete, fehér                | 1996. október 1.     | Játék                                                                                         |
| Fésületlenül                 | 1996. április 12.    | Pörzse Sándor műsora                                                                          |
| Fila-sporthírek              | 1997. szeptember 8.  | Sporthírek                                                                                    |
| Filmpárbaj                   | 1998. április 27.    | Telefonos játék                                                                               |
| Foci a javából               | 1998. szeptember 19. | Az angol bajnokság legszebb pillanatai                                                        |
| Gillette World Sport Special | 1996.                | Sport-világhíradó. 1995-ig a Szív TV sugározta                                                |
| Háromnegyed tíz              | 1994. november 5.    | Hírműsor                                                                                      |
| Háromszög                    | 1995. október 30.    | Hírmagazin                                                                                    |
| Híradó                       | 1996. december 2.    | A Háromszög híradó utódja                                                                     |
| Hírek                        | 1994. november 5.    | Rövid hírösszefoglaló                                                                         |
| Hír 3                        | 1997. október 27.    | A TV3 hírműsora. Műsorvezetői: Hardy Mihály, Kiss Gabi                                        |
| Horgászbuli                  | 1996. május 8.       | Horgászmagazin                                                                                |
| Időjós                       | 1997. október 27.    | Műsorvezető: Horváth Szilárd                                                                  |
| Ingatlanpiac                 | 1997. április 30.    |                                                                                               |
| Jövőnéző                     | 1998. február 8.     | A TV3 iránytűje a jövőbe                                                                      |
| Kaleidoszkóp                 | 1997. április 7.     |                                                                                               |
| Kislemez                     | 1994. november 6.    | Könnyűzenei műsor gyerekeknek. Klipek, érdekességek, információk                              |
| Közvetlen ajánlat            | 1999. május 31.      |                                                                                               |
| Menjünk                      | 1996. december 23.   | Programajánlat                                                                                |
| Meridian                     | 1994. november 15.   | Külpolitikai magazin                                                                          |
| Miért???                     | 1995. november 7.    | Fiala János műsora                                                                            |
| Modell TV                    | 1996. október 19.    |                                                                                               |
| Moziláz                      | 1994. november 12.   | Mozimagazin                                                                                   |
| Mr Rozsda                    |                      | Lehr Ferenc zenés műsora                                                                      |
| Napi profit                  | 1996. november 18.   | Gazdasági magazin                                                                             |
| Nap-kelte                    | 1999. január 11.     | Előtte az MTV1-en ment, majd átkerült a Magyar ATV-re, végül vissza az M1-re                  |
| Nap-kelte extra              | 1999. március 27.    | Válogatás a hét érdekesebb műsoraiból                                                         |
| Negyedóra                    | 1995. június 12.     | Informatika, Internet, Gazdaság, Kultúra                                                      |
| Olasz foci                   | 1994. november 6.    | Összefoglaló a hétvégi bajnoki mérkőzésekről                                                  |
| Patika-magazin               | 1996. december 8.    |                                                                                               |
| Pepsi GeneratioNext          | 1998. június 7.      | A Z+ sikerlistája                                                                             |
| Pepsi Music Time             | 1998. július 11.     |                                                                                               |
| Pörzsölő                     | 1996. május 25.      | Azt pletykálják rólad kedves... A pletykafészek: Pörzse Sándor                                |
| Profitvadász                 | 1996. október 30.    | A TV3 pénzügyi, gazdasági magazinja                                                           |
| Select-magazin               | 1997. július 10.     | Divat, kultúra, életmód                                                                       |
| Sport                        | 1997. október 27.    | Sporthírek. Műsorvezetői: Takács Krisztián, Kristóf Péter                                     |
| Sportváltó                   | 1999. október 16.    | A TV3 autósmagazinja                                                                          |
| Sportvonal                   | 1997. május 14.      | Játék                                                                                         |
| Stex                         | 1994. november 12.   | Gazdasági magazin                                                                             |
| Stíluspercek                 | 1996. október 4.     |                                                                                               |
| Szinkroncs                   | 1994. november 28.   | Játék hangtalan képekkel képtelen hangokkal                                                   |
| Sztár-bár                    | 1997. május 28.      | Könnyűzene itthonról                                                                          |
| Top 20                       | 1994. november 7.    | Könnyűzenei toplista                                                                          |
| Utazás Gasztronómiában       | 1998. április 26.    | A TV3 gasztronómiai magazinja. Előtte a Szív TV-n sugározták, majd 2000-ben átkerült a TV2-re |
| Valami                       | 1997.                | Szőke András műsora                                                                           |
| VH1                          | 1998. október 6.     | A Music Television zenei csatornája jelentkezik a '60-as, '70-es évek klasszikusaival.        |
| Világszám                    | 1995. június 17.     | Egzotikus tájak, izgalmas kalandok                                                            |
| XXL                          | 1994. november 17.   | Könnyűzenei híradó                                                                            |
| Zenefon                      | 1997. február 10.    | Játék                                                                                         |
| Zöld pont                    | 1997. október 28.    | Zöld sportok magazinja                                                                        |

### Vásárolt sorozatok
| Sorozat címe                               | Sorozat eredeti címe                         | Bemutató             | Megjegyzés                                                   |
| ------------------------------------------ | -------------------------------------------- | -------------------- | ------------------------------------------------------------ |
| A balfácán                                 |                                              | 2000. január 15.     | Amerikai vígjátéksorozat. 8 részt adtak le a megszűnés előtt |
| A dumagép                                  | Frasier                                      | 1998. február 4.     | Amerikai vígjátéksorozat                                     |
| A felügyelőnő                              | Die Kommissarin                              | 1998. szeptember 14. |                                                              |
| A hóbortos Twist Család                    |                                              | 1997. november 1.    |                                                              |
| A kisasszony                               | Sinhá Moca                                   | 1997. január 7.      | Brazil tévéfilmsorozat                                       |
| A klinika                                  | Die Schwarzwaldklinik                        | 1998. szeptember 9.  | A TV2 folytatta                                              |
| A kulcsember                               |                                              | 1999. április 24.    | Amerikai kalandsorozat                                       |
| Alkonyzóna                                 | The Twilight Zone                            | 1998. február 8.     |                                                              |
| Anya csak egy van                          |                                              | 1999. május 17.      | Amerikai komédiasorozat                                      |
| Aranyláz Alaszkában                        |                                              | 1994. november 7.    | Francia-német-olasz sorozat                                  |
| A Simpson család                           | The Simpsons                                 | 1998. szeptember 14. | A Viasat 3 folytatta                                         |
| A Szahara titka                            |                                              | 1994. november 8.    | Angol filmsorozat                                            |
| A világ legrejtélyesebb állatai nyomában   |                                              | 1997. november 2.    |                                                              |
| Az angyal                                  | The Saint                                    | 1997. november 2.    |                                                              |
| Babylon 5                                  | Babylon 5                                    | 1997. november 8.    |                                                              |
| Beverly Hills 90210                        | Beverly Hills 90210                          | 1997. november 1.    | A TV2 folytatta                                              |
| Bír-lak                                    | Full House                                   | 1999. június 5.      | Amerikai vígjátéksorozat                                     |
| Buffy, a vámpírok réme                     | Buffy the Vampire Slayer                     | 1999. január 30.     |                                                              |
| Bukott angyalok                            |                                              | 1999. november 28.   | Amerikai sorozat                                             |
| Casdorff és társa                          |                                              | 1999. november 14.   | Német krimisorozat                                           |
| Central Park West                          | Central Park West                            | 1998. szeptember 19. |                                                              |
| Chicago Hope Kórház                        | Chicago Hope                                 | 1997. november 1.    |                                                              |
| Conan, a kalandor                          | Conan the Adventurer                         | 1999. március 20.    | Amerikai kalandsorozat                                       |
| Cracker                                    | Cracker                                      | 1997. október 26.    |                                                              |
| Csillagkapu                                | Stargate SG-1                                | 1999. április 29.    | Amerikai sci-fi sorozat                                      |
| Dinasztia                                  | Dynasty                                      | 1997. október 27.    |                                                              |
| Drága testek                               | Silk Stalkings                               | 1997. október 31.    |                                                              |
| Egy rém rendes család                      | Married... With Children                     | 1997. október 27.    | A Viasat 3 folytatta                                         |
| Életmentő járőr                            |                                              | 1998. július 4.      |                                                              |
| Fejvadász                                  | Renegade                                     | 1997. december 2.    |                                                              |
| Festménymesék                              |                                              | 1998. november 23.   |                                                              |
| Hawaii üzenetek                            |                                              | 1998. november 17.   |                                                              |
| Haza                                       |                                              | 1997. szeptember 5.  | Német sorozat                                                |
| Hegylakó                                   | Highlander: The Series                       | 1997. október 27.    |                                                              |
| Hemingway                                  | Hemingway                                    | 1998. november 28.   |                                                              |
| Kaliforniába jöttem                        | The Fresh Prince of Bel-Air                  | 2000. január 3.      | Amerikai komédiasorozat                                      |
| Kék vér                                    |                                              | 2000. február 12.    | Amerikai sorozat. 2 részt adtak le a megszűnés előtt         |
| Kém Game                                   |                                              | 1999. február 23.    | Amerikai kalandsorozat                                       |
| Ki a főnök?                                | Who's the Boss?                              | 1997. október 27.    |                                                              |
| Kisvárosi rejtélyek                        |                                              | 1999. szeptember 18. | Amerikai sorozat                                             |
| Különleges kommandó                        |                                              | 1999. szeptember 10. | Amerikai akciósorozat                                        |
| Lois és Clark: Superman legújabb kalandjai | Lois & Clark: The New Adventures Of Superman | 1998. szeptember 20. |                                                              |
| MASH                                       | M.A.S.H                                      | 1998. február 3.     |                                                              |
| Matlock                                    |                                              | 1999. március 13.    | Amerikai detektívsorozat                                     |
| Melrose Place                              | Melrose Place                                | 1997. november 2.    |                                                              |
| Millennium                                 | Millennium                                   | 1998. szeptember 20. | Amerikai természetfeletti thrillersorozat                    |
| Murphy Brown                               |                                              | 1999. június 14.     | Amerikai komédiasorozat                                      |
| Miss Pszichozsaru                          | Profiler                                     | 1997. november 1.    |                                                              |
| Modellügynökség                            | Models Inc.                                  | 1998. november 29.   |                                                              |
| New York rendőrei                          |                                              | 1999. szeptember 4.  | Amerikai krimisorozat                                        |
| Nikita, a bérgyilkosnő                     |                                              | 1999. augusztus 11.  | Amerikai akciósorozat                                        |
| Pauly                                      | Pauly                                        | 1997. november 2.    |                                                              |
| Perry Mason visszatér                      |                                              | 1999. október 17.    | Amerikai krimisorozat                                        |
| Pokoli paradicsom                          |                                              | 1994. november 5.    | Brazil tévéfilmsorozat                                       |
| Prince Street                              |                                              | 2000. február 13.    | Amerikai akciósorozat. 2 részt adtak le a megszűnés előtt    |
| Pszichozsaru                               |                                              | 1999. május 25.      | Amerikai thrillersorozat                                     |
| Quinn doktornő                             | Dr. Quinn: Medicine woman                    | 1997. október 26.    |                                                              |
| Rablóból pandúr                            |                                              | 1999. március 16.    | Amerikai akciósorozat                                        |
| Rendőrakadémia                             | Police Academy: The Series                   | 1998. szeptember 16. | Később a Filmmúzeum is leadta                                |
| Robin Hood legújabb kalandjai              |                                              | 1998. szeptember 19. |                                                              |
| Robotzsaru                                 | RoboCop: The Series                          | 1998. december 3.    | Amerikai akciósorozat                                        |
| Roseanne                                   | Roseanne                                     | 1999. május 1.       | Amerikai komédiasorozat                                      |
| Santa Barbara                              |                                              | 1999. március 10.    | Amerikai családsorozat                                       |
| Sherlock Holmes kalandjai                  | Sherlock Holmes                              | 1997. november 9.    |                                                              |
| Síyabonga                                  |                                              | 1994. november 6.    | Angol ismeretterjesztő filmsorozat                           |
| Star Trek                                  | Star Trek                                    | 1997. november 2.    |                                                              |
| Star Trek: Az új nemzedék                  | Star Trek: The Next Generation               | 1998. október 28.    |                                                              |
| Széllovagok                                |                                              | 1999. szeptember 18. | Német kalandsorozat                                          |
| Szárnyak                                   |                                              | 1998. február 2.     | Amerikai vígjátéksorozat                                     |
| Szeleburdi Susan                           |                                              | 1999. november 15.   | Amerikai komédiasorozat                                      |
| Szeszélyes természet                       |                                              | 1997. június 29.     | Angol természetfilm-sorozat                                  |
| Trükkös halál                              |                                              | 1998. december 7.    | Amerikai sorozat                                             |
| Tűzoltók                                   |                                              | 1999. december 5.    | Amerikai akciósorozat                                        |
| Ügyvédek                                   |                                              | 1999. március 15.    | Amerikai sorozat                                             |
| Űrháború 2063                              |                                              | 1998. november 19.   |                                                              |
| Vadnyugati fejvadász                       | The Adventures of Brisco County, Jr.         | 1999. január 24.     | Amerikai kalandsorozat                                       |
| Végtelen határok                           | The Outer Limits                             | 1999. január 30.     |                                                              |
| Waikiki páros                              |                                              | 1999. február 7.     |                                                              |
| Walker, a texasi kopó                      | Walker, Texas Ranger                         | 1998. szeptember 18. | A TV2 vette át                                               |
| Wolf                                       |                                              | 1999. augusztus 8.   | Amerikai krimisorozat                                        |
| Zürichi páncélterem                        | Stahlkammer Zürich                           | 1996. július 13.     | Német krimisorozat                                           |

### Animációs és ifjúsági sorozatok
| Sorozat címe                   | Sorozat eredeti címe             | Bemutató            | Megjegyzés                         |
| ------------------------------ | -------------------------------- | ------------------- | ---------------------------------- |
| Alf                            | Alf                              | 1997. október 27.   |                                    |
| A rejtelmes sziget             |                                  | 1999. május 8.      | Amerikai kalandfilmsorozat         |
| Az ezüst kiscsikó              | The Silver Brumby                | 1997. november 1.   | Ausztrál rajzfilmsorozat           |
| Bogaras bogarak                |                                  | 1999. szeptember 4. | Amerikai komputeranimációs sorozat |
| Csizmás Kandúr nyugatra megy   | Nagagutsu sanjushi               | 1995. augusztus 13. | Japán rajzfilm                     |
| Denver, az utolsó dinoszaurusz | Denver, the Last Dinosaur        | 1997. november 9.   | Amerikai rajzfilmsorozat           |
| Don Quijote de la Mancha       | Don Quijote de La Mancha         | 1994. november 6.   | Spanyol rajzfilmsorozat            |
| Flipper, a delfin              | Flipper                          | 1999. május 1.      | Amerikai kalandsorozat             |
| Lassie                         | Lassie                           | 1997. november 1.   | Amerikai kalandsorozat             |
| Marci és Rozsdás               | Buttons and Rusty                | 1997. október 26.   | Kanadai rajzfilmsorozat            |
| Maxi Max                       | Mighty Max                       | 1998. március 28.   |                                    |
| Nancy Drew, a detektív         | Nancy Drew                       | 1997. november 1.   | Kanadai sorozat                    |
| Panda Maci kalandjai           | Panda no Daibouken               | 1994. november 5.   | Japán rajzfilm                     |
| Rover Dangerfield              | Rover Dangerfield                | 1997. december 25.  | Amerikai rajzfilm                  |
| Tapsi Hapsi és Gyalogkakukk    | The Bugs Bunny/Road-Runner Movie | 1995. április 17.   | amerikai rajzfilm                  |
| Tintin kalandjai               | The Adventures of Tintin         | 1998. március 29.   |                                    |
| Ziggy ajándéka                 | Ziggy's Gift                     | 1997. november 2.   | Amerikai rajzfilm                  |

## Korábbi vételi lehetőségek
- Műhold: AMOS 1 (Nyugati 4 fok), 11,308 GHz, horizontális polarizáció, MPEG 2/DVB kódolatlan műsor, SR: 22860 FEC: 7/8 VPID: 100 APID: 101 PCR: 100
- AM-Mikro: Budapest 30 km-es körzetében